# Henrietta Swan Leavitt
Henrietta Swan Leavitt (Lancaster, 4 de julho de 1868 — Cambridge, 12 de dezembro de 1921) foi uma astrônoma norte-americana.
Famosa por seu trabalho sobre estrelas variáveis, o resultado de suas pesquisas foi utilizado por Edwin Hubble para calcular a distância das galáxias — à época chamadas de "nebulosas". Com isso, Hubble pôde demonstrar que algumas dessas "nebulosas" eram na verdade outras galáxias, pondo fim a um longo debate sobre a natureza desses objetos e sobre as dimensões do Universo. O conhecimento dessas distâncias permitiu ainda que Hubble concluísse que o Universo está em expansão, o que demonstra a importância dos trabalhos de Henrietta Leavitt.

## Biografia

### Primeiros anos e educação
Henrietta nasceu em Lancaster, no estado de Massachusetts, em 1868. Era filha do pastor evangélico George Roswell Leavitt e sua esposa Henrietta Swan (Kendrick). Era descendente de John Leavitt, alfaiate puritano inglês que se estabeleceu na Colônia da Baía de Massachusetts no começo do século XVII. Henrietta se manteve fiel à igreja e comprometida com suas ações até o fim da vida.
Henrietta ingressou no Oberlin College antes de se transferir para a Sociedade para Instrução Colegiada de Mulheres da Universidade Harvard, posteriormente o Radcliffe College, onde obteve um bacharelado em 1892. No Oberlin e em Harvard, Henrietta estudou um amplo currículo que incluía latim e grego clássico, artes, filosofia, geometria analítica e cálculo. Não foi até seu quarto ano de faculdade que Leavitt fez um curso de astronomia, no qual obteve um A−.
Leavitt também começou a trabalhar como uma das mulheres "computadores" no Harvard College Observatory, contratada por seu diretor Edward Charles Pickering para medir e catalogar o brilho das estrelas conforme elas apareciam na coleção de chapas fotográficas do observatório. (No início dos anos 1900, as mulheres não tinham permissão para operar telescópios, mas os dados científicos estavam nas chapas fotográficas.)
Em 1893, Leavitt obteve créditos para uma pós-graduação em astronomia por seu trabalho no Harvard College Observatory, mas ela nunca concluiu esse curso. Em 1898, tornou-se membro da equipe de Harvard. Leavitt deixou o observatório para fazer duas viagens à Europa e passou um período como assistente de arte no Beloit College em Wisconsin. Nessa época, ela contraiu uma doença que levou à uma perda auditiva progressiva.

### Carreira
Leavitt voltou ao Harvard College Observatory de suas viagens em 1903. Como Leavitt tinha meios independentes, Pickering inicialmente não teve que pagar a ela. Depois, ela passou a receber 30 centavos de dólar por hora. Seu trabalho consistia em medir e catalogar o brilho de estrelas da coleção de chapas fotográficas do observatório (nesta época não era permitido a mulheres operar telescópios). Suas qualidades e sua vivacidade de espírito permitiram-lhe ser admitida no quadro permanente de funcionários do observatório sob a direção de Edward Charles Pickering.
Pickering designou-a para estudar estrelas variáveis, cujo brilho varia num período de alguns dias. Leavitt teve poucas possibilidades de efetuar trabalhos teóricos, mas foi rapidamente nomeada à chefia do departamento de fotometria fotográfica responsável pelo estudo das fotografias de estrelas a fim de determinar suas magnitudes, processo que envolvia a comparação do tamanho de uma estrela em duas chapas fotográficas tiradas em tempos diferentes. De acordo com Jeremy Bernstein, "estrelas variáveis eram assunto de interesse há anos, mas quando ela estava estudando essas chapas, duvido que Pickering achava que ela faria uma descoberta significativa - uma descoberta que iria eventualmente mudar a astronomia".

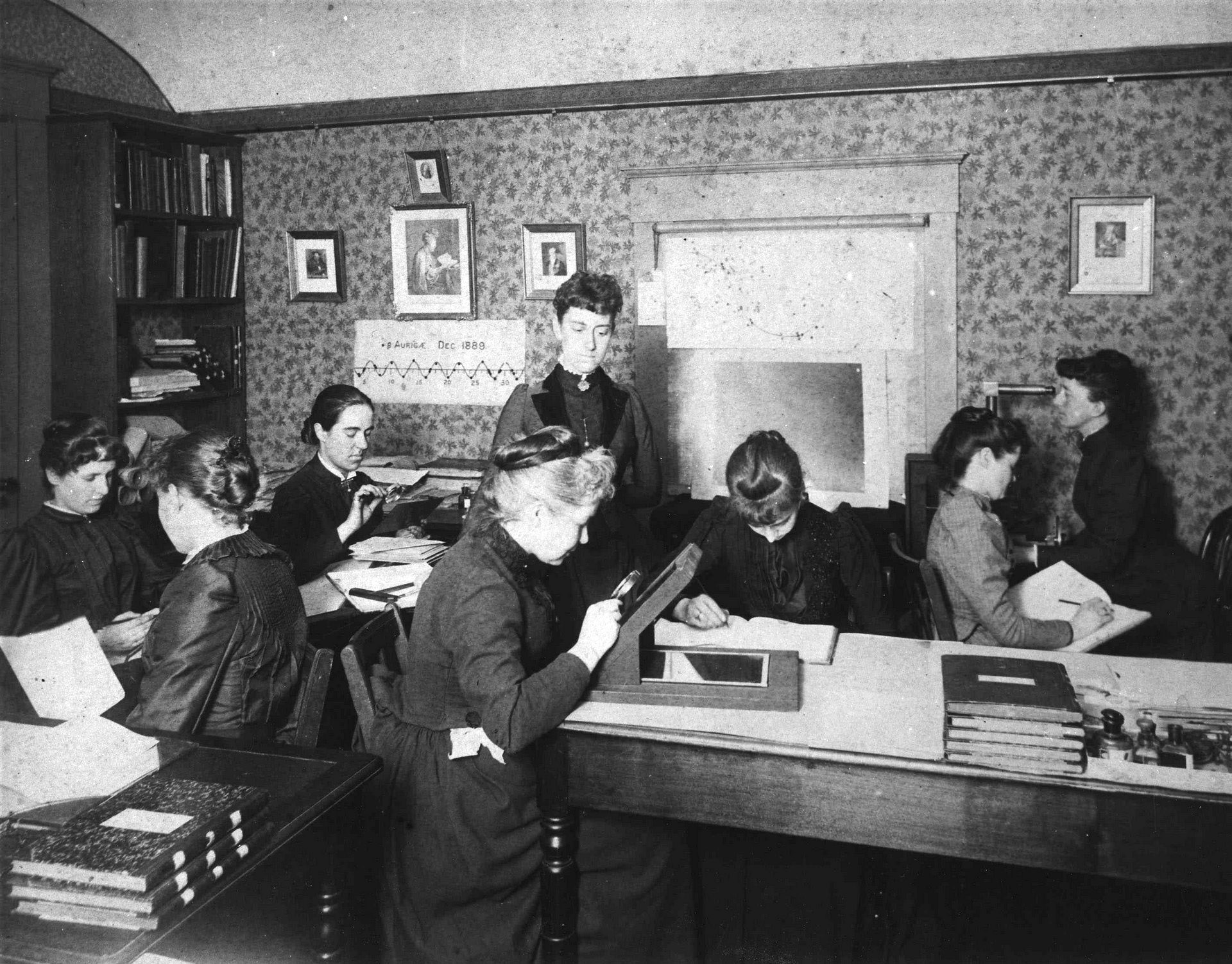
Antiga foto "harém de Pickering", como o grupo de mulheres calculadoras organizado pelo astrônomo de Harvard Edward Charles Pickering foi apelidado. O grupo incluía Leavitt, Annie Jump Cannon, Williamina Fleming e Antonia Maury.

Ela descobriu e catalogou 1777 estrelas variáveis situadas nas Nuvens de Magalhães, primeiro ela encontrou 992 estrelas, sendo que 23 já eram conhecidas, na Pequena Nuvem de Magalhães e depois encontrou outras 808 estrelas variáveis na Grande Nuvem de Magalhães, somando um total de 1777 estrelas variáveis. Em 1908, publicou seus resultados nos Annals of the Astronomical Observatory of Harvard College, percebendo que algumas destas estrelas variáveis apresentavam um padrão: as mais brilhantes oscilavam com períodos maiores. Depois de estudos mais detalhados, em 1912 confirmou, a partir de seu catálogo, que a luminosidade das variáveis cefeidas era proporcional ao seu período de variação de luminosidade, e que essa relação era bastante precisa.
Sua descoberta é conhecida como "relação período-luminosidade": o logaritmo do período é diretamente proporcional à luminosidade intrínseca média da estrela. Nas palavras de Leavitt, "uma linha reta pode ser traçada entre as duas séries de pontos correspondentes aos máximos e mínimos, o que mostra que há uma relação simples entre os brilhos das variáveis e seus períodos".

## Influência
A relação período-luminosidade para cefeidas fez delas as primeiras "velas-padrão" em astronomia, permitindo a determinação das distâncias de galáxias. Essas distâncias são muito grandes, de modo que não é possível aplicar o método da paralaxe, usado para medir distâncias de estrelas próximas. Apenas um ano depois de Leavitt publicar seus resultados, Ejnar Hertzsprung determinou as distâncias de várias estrelas cefeidas na Via Láctea, e com essa calibração a distância de qualquer cefeida poderia ser determinada com bastante precisão.Outro astrônomo importante que utilizou os resultados de Leavitt foi Harlow Shapley em sua pesquisa sobre a natureza e a causa da variação da luminosidade das estrelas cefeídas.
Outras cefeidas logo foram detectadas em outras galáxias, como a galáxia de Andrômeda (notadamente por Edwin Hubble em 1923–24). Isso constituiu parte importante das evidências de que as "nebulosas espirais" são na verdade outras galáxias, muito distantes da nossa própria Via Láctea. Assim, a descoberta de Leavitt mudaria para sempre nossa visão do universo.
As conquistas do astrônomo americano Edwin Hubble, que estabeleceu que o Universo está se expandindo, só foram possíveis depois dos trabalhos de Leavitt. "Se Henrietta Leavitt tinha fornecido a chave para determinar o tamanho do cosmos, foi Edwin Hubble quem a colocou na fechadura e produziu as observações que permitiram que ela fosse girada", escreveram David H. e Matthew D.H. Clark em seu livro Measuring the Cosmos. O próprio Hubble dizia, frequentemente, que Henrietta Leavitt merecia ganhar o prêmio Nobel por seu trabalho sobre as estrelas variáveis. Gösta Mittag-Leffler, da Academia Real das Ciências da Suécia, tentou indicá-la para o prêmio Nobel em 1924, quando descobriu que ela havia morrido de câncer três anos antes (o prêmio Nobel não é dado postumamente).

## Doença e morte

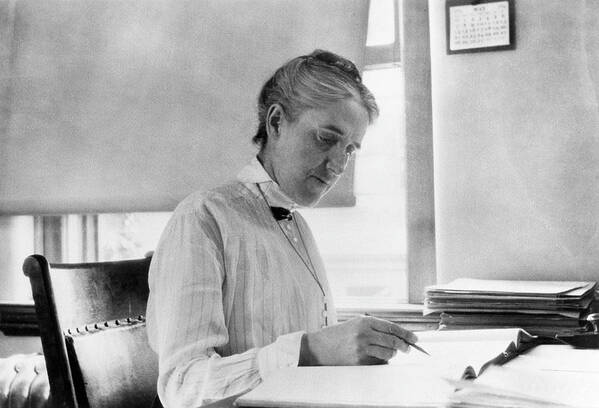
Henrietta Swan Leavitt trabalhando em seu escritório no Harvard College Observatory.

Henrietta Leavitt trabalhou esporadicamente durante seu tempo em Harvard, frequentemente atrapalhada por problemas de saúde e obrigações familiares. Em 1921, Leavitt foi nomeada chefe de fotometria estelar. No fim daquele ano, morreu de câncer em 12 de dezembro de 1921, sendo enterrada no cemitério de Cambridge, em Massachusetts.
Leavitt foi membra da Phi Beta Kappa, da American Association of University Women, da American Astronomical and Astrophysical Society, da American Association for the Advancement of Science, e membra honorária da American Association of Variable Star Observers. Sua morte prematura foi vista como trágica por seus amigos, por motivos que vão além de suas conquistas científicas. Em um obituário, seu amigo Solon I. Bailey escreveu que "ela tinha a feliz capacidade de apreciar tudo que fosse proveitoso e amável nos outros, e tinha uma natureza tão cheia de vida que, para ela, tudo ficava bonito e cheio de significado".
Em 1925, Gösta Mittag-Leffler, matemático sueco, escreveu uma carta ao Observatório de Harvard dirigida a Henrietta Swan Leavitt, sem saber que ela havia falecido quatro anos antes. Em sua carta Mittag-Leffler expressa sua admiração pela contribuição científica de Leavitt e manifestava sua intenção de indicá-la ao Prêmio Nobel de Física de 1926. “Honrada senhorita Leavitt, O que meu amigo e colega, o professor von Zeipel de Uppsala, me contou sobre sua admirável descoberta da lei empírica que toca a conexão entre magnitude e duração do período para as variáveis S Cefeidas da nuvem da Pequena Magalhães, me impressionou tão profundamente que me sinto seriamente inclinado a nomeá-lo para o prêmio Nobel de física de 1926 …”
A carta foi entregue a Shapely, que informou Mittag-Leffler da morte de Leavitt, embora o prêmio Nobel não possa ser concedido postumamente a carta é bastante citada como uma forma de reconhecimento do trabalho de Leavitt no mundo da ciência principalmente para a astronomia moderna.

## Prêmios e honras
- O asteroide 5383 Leavitt foi assim nomeado em sua homenagem.[8]
- Quatro anos após a morte de Leavitt, o matemático sueco Magnus Gösta Mittag-Leffler considerou nomeá-la para o Prêmio Nobel. A nomeação era baseada em seu trabalho de formulação da relação entre a periodicidade e a luminosidade das variáveis cefeidas. No entanto, como já havia falecido, não foi nomeada.[8]